# Pergamon Press
Pergamon Press is een voormalige uitgever in Oxford van wetenschappelijke en medische boeken en tijdschriften. 

## Geschiedenis
Het bedrijf vond haar oorsprong als Butterworth-Springer in 1948 als een samenwerking tussen het Britse Butterworth en het Duitse Springer om de Springer-publicaties bij de Britse consumenten te krijgen. In 1951 kocht Robert Maxwell het bedrijf, gaf de inhoudelijke leiding aan voormalig Springer-werknemer Paul Rosbaud (die in 1956 het bedrijf weer zou verlaten) en doopte het om tot Pergamon Press. In eerste instantie was de uitgever gevestigd in Londen, in 1959 verhuisde het naar Oxford.  
Het aantal publicaties groeide van 6 tijdschriften en twee boeken in 1951 tot 59 tijdschriften in 1959 en 418 in 1992. Daarnaast werd er een lijn boeken gelanceerd onder de titel The Commonwealth and International Library of Sciences, Technology, Engineering, and Liberal Studies, met zo'n 1000 titels in 1970.  
In 1964 ging Pergamon naar de beurs, en in 1966 ontving het de Queen's Award for Enterprise.  
In 1969 probeerde Maxwell, inmiddels sinds 1964 parlementslid namens Labour, Pergamon te verkopen aan de Amerikaanse investeerder Saul Steinberg en diens bedrijf Leasco. Deze verkoop zou uiteindelijk niet doorgaan, omdat Steinberg beweerde dat Maxwell hem had misleid over de winstgevendheid, en de aandeelhouders zegden Maxwell de wacht aan. Na de afgeketste onderhandelingen startte het Britse ministerie van handel en industrie een onderzoek, dat in 1971 tot een rapport leidde dat uitermate kritisch was over de leiderschapskwaliteiten van Maxwell, en daarnaast frauduleuze transacties om de waarde van het bedrijf hoger te doen lijken.
Uiteindelijk kocht Maxwell Pergamon in 1974 terug met geleend geld na enkele jaren onder het leiderschap van Walter Coutts.
In 1991 werd Pergamon verkocht aan de Nederlandse academische uitgever Elsevier voor 440 miljoen pond, geld waarmee Maxwell leningen zou afbetalen waarmee hij diverse andere mediabedrijven had gekocht. Het merk 'Pergamon Press' werd door Elsevier ook na de overname nog gebruikt.  